# 里维耶尔莱福斯
里维耶尔莱福斯（法語：Rivière-les-Fosses，法語發音：[ʁivjɛʁ le fos]）是法国上马恩省的一个市镇，位于该省南部，属于朗格勒区。

## 地理
里维耶尔莱福斯（47°39'32"N, 5°13'59"E）面积17.94 平方千米，位于法国大東部大區上马恩省，该省份为法国东北部内陆省份，北起马恩省和默兹省，西接奥布省，西南接科多尔省，东南接上索恩省，东临孚日省。
与里维耶尔莱福斯接壤的市镇（或旧市镇、城区）包括：布斯努瓦、瑟隆热、勒瓦勒代农、勒蒙索若奈。

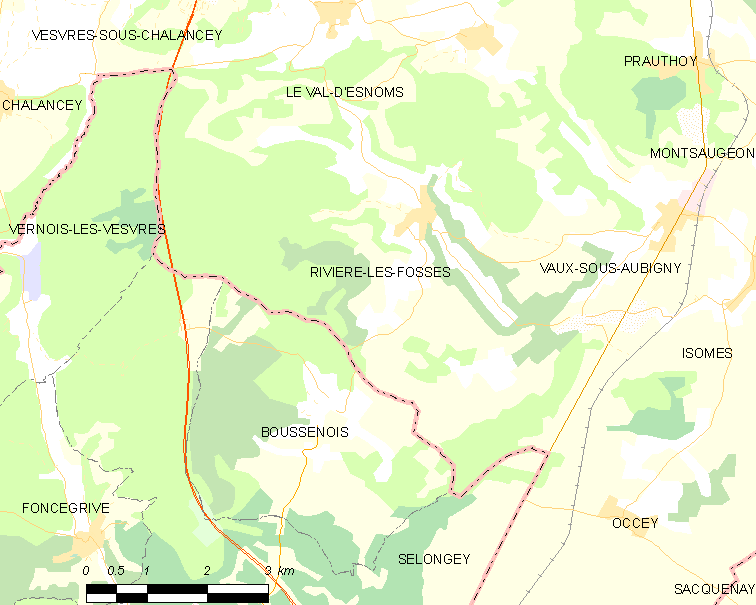
里维耶尔莱福斯的OSM定位图

里维耶尔莱福斯的时区为UTC+01:00、UTC+02:00（夏令时）。

## 行政
里维耶尔莱福斯的邮政编码为52190，INSEE市镇编码为52425。

## 政治
里维耶尔莱福斯所属的省级选区为维勒居西安勒拉克县。

## 人口

1962-2008年间里维耶尔莱福斯人口变化图示

里维耶尔莱福斯于2022年1月1日时的人口数量为184人。